# فرودگاه ایزومو
فرودگاه ایزومو (به انگلیسی: Izumo Airport) یک فرودگاه همگانی با کد یاتا IZO است که یک باند فرود آسفالت بتن دارد و طول باند آن ۲۰۰۰ متر است. این فرودگاه در شهر ایزومو کشور ژاپن قرار دارد .

## شرکت‌های هواپیمایی و مقصدهای پروازی
| شرکت‌های هواپیمایی                           | مقصدهای پروازی         |
| ------------------------------------------- | ---------------------- |
| Fuji Dream Airlines                         | صحرایی ناگویا          |
| خطوط هوایی ژاپن                             | هانه‌دا                 |
| Japan Airlines اجرا توسط جی-ایر             | اوساکا فصلی: نیو چیتوز |
| Japan Airlines اجرا توسط Japan Air Commuter | فوکوئوکا، Oki، اوساکا  |